# فريج الفاضل
فريج الفاضل حي (فريج بالمحلية) في المنامة عاصمة مملكة البحرين ومجاور لسوق المنامة
يشتهر سكان هذا الحي بترابطهم الاجتماعي رغم تنوع أصولهم و دياناتهم و مذاهبهم